# Calvaire de Saint-Maudez
Le calvaire de Saint-Maudez est un édifice situé à Edern en France.

## Localisation
Le calvaire est situé sur le territoire de la commune d'Edern, dans le département du Finistère en région Bretagne.

## Description
Vestige d'une ancienne abbaye, ce calvaire du XVe siècle est devenu bien communal en 1791. En 1886, il est vendu avec la chapelle de l'abbaye. Le calvaire reposait sur un socle triangulaire. La Pietà a été déposée au musée de Quimper. La plupart des statues qui composaient le calvaire ont été dispersées. La croix centrale avec le Christ est intacte. Les deux fûts des croix ayant porté le bon et le mauvais larron sont présents. Une partie du corps de l'un des apôtres qui étaient placés sur douze socles, a été retrouvée.

## Historique
Le calvaire est inscrit au titre des monuments historiques par arrêté du 22 octobre 1956.